# SN 2010fq
SN 2010fq – supernowa typu Ia odkryta 15 czerwca 2010 roku w galaktyce A122159+4550. W momencie odkrycia miała maksymalną jasność 22,50m.